# Merry × Merry Xmas★
《Merry × Merry Xmas★》是日本女子組合E-girls的第15张单曲，於2015年12月23日由rhythm zone发售。

## 概要
- A面曲《Merry × Merry Xmas★》 是品牌Samantha Thavasa「祝你聖誕快樂」的電視廣告歌曲
- B面曲《Boom Boom Christmas》是繼《Move It! -Dream & E-girls TIME-》、《Express -Do Your Dance-》後，第3首以Dream為主軸的樂曲。
- 此單曲有2個版本，分別有「CD+DVD」和「CD ONLY」。「CD+DVD」收錄了《Merry × Merry Xmas★》的Music Video。
- 在1月4日於公信榜单曲週排行榜取得第4位。

## 選抜成员

### Merry × Merry Xmas★
- 螢光字為主唱
  - Dream：Shizuka、Aya、Ami
  - Happiness：SAYAKA、楓、藤井夏戀、MIYUU、YURINO、川本璃、須田安娜
  - Flower：藤井萩花、重留真波、中島美央、鷲尾伶菜、坂東希、佐藤晴美
  - EGD：石井杏奈、山口乃乃華

- 上一首單曲《Dance Dance Dance》的選拔成員全部入選了本次的選拔成員。Aya、MIYUU、川本璃、重留真波繼《Highschool♡love》後重回選拔組。
- Aya、川本璃繼《E.G. Anthem -WE ARE VENUS-》後再選拔為主唱
- 市來杏香因已離隊而沒有在選拔名單上。Erie因已引退E-girls主唱及表演者的身份而沒有在選拔名單上。

### White Angel
- 主唱: Shizuka、Aya、Ami、藤井夏戀、川本璃、鷲尾伶菜

### Boom Boom Christmas
- 螢光字為主唱
  - Dream：Shizuka、Aya、Ami、Erie
  - Happiness：SAYAKA、楓、藤井夏戀、MIYUU、YURINO、川本璃、須田安娜
  - Flower：藤井萩花、重留真波、中島美央、鷲尾伶菜、坂東希、佐藤晴美
  - EGD：石井杏奈、山口乃乃華

## 收錄内容

### CD+DVD
CD
1. Merry × Merry Xmas★
（作詞：小竹正人、作曲：YADAKO・Dirty Orange）
2. White Angel
（作詞：小竹正人、作曲・編曲：Steave Lee）
3. Boom Boom Christmas／Dream + E-girls
（作詞：小竹正人、作曲：NAKKID・Lauren Kaori・Masaki Iehara、編曲：Masaki Iehara）
4. Merry × Merry Xmas★ (Instrumental)

DVD
1. Merry × Merry Xmas★（Music Clip）

### CD Only
CD
1. Merry × Merry Xmas★
2. White Angel
3. Boom Boom Christmas／Dream + E-girls
4. Merry × Merry Xmas★ (Instrumental)
5. White Angel (Instrumental)
6. Boom Boom Christmas (Instrumental)